# Батурин, Павел Степанович
Павел Степанович Батурин (14 [26] августа 1889, Заполицы, Владимирская губерния — 5 сентября 1919, Лбищенск) — российский революционер, большевик. Член РКП(б) с 1918 года. Комиссар 25-й Чапаевской стрелковой дивизии.

## Биография

### Дореволюционные годы
Родился 14 (26) августа 1889 года в селе Заполицы Суздальского уезда Владимирской губернии в многодетной семье. Малолетним его взяла на воспитание бабушка, жившая во Владимире. Жил на Ильинской-Покатой улице, д. 11 (мемориальная доска). Учился в гимназии.
В 1905 году вошёл в нелегальный социал-демократический кружок. В качестве пропагандиста выступал на нелегальных собраниях рабочих и солдат. В 1907 году познакомился с Фрунзе. В июне 1908 года арестован и сослан на 2 года в Вологодскую губернию.
После истечения срока ссылки поступил в Императорский Московский университет на физико-математический факультет. Продолжал вести агитационную работу среди студентов. За участие в студенческих волнениях исключён из университета и выслан из Москвы. («Более подробные… сведения… узнала от студента МГУ Павла Степановича Батурина… который работал репетитором у московского капиталиста Чернцова…»).
Вернувшись в 1912 году во Владимир, с группой старых подпольщиков участвовал в восстановлении местной организации социал-демократов.
Через год переехал в Москву и добился восстановления в университете.
С 1912 по 1916 годы Павел Степанович Батурин вместе со своими родными жил в селе Новое Переславского уезда.
После окончания университета в 1916 году мобилизован в армию. Служил в Москве и Симбирске. Незадолго до Февральской революции окончил Александровское военное училище, получив звание прапорщика.

### ПослеОктябрьской Революции
В апреле 1918 года Батурин демобилизовался и приехал в Иваново-Вознесенск.
«Очень привязан был к Фрунзе… Летом 1918 г. они вместе жили на даче в Отрадном, близ Иваново-Вознесенска. Батурин обучал Михаила Васильевича <Фрунзе> метанью гранат, ходил с ним на охоту».
По рекомендации Фрунзе оформил членство в партии. Назначен заведующим военным отделом Иваново-Вознесенского губисполкома. Занимался снабжением Красной армии обмундированием, формировал отряды для отправки на фронт. Затем работал управделами губсовнархоза. В январе 1919 года стал его председателем. Лично руководил обследованием фабрик, занимался учётом сырья и топлива. На II съезде губсовнархоза поставил вопрос об освоении торфяных залежей губернии.
В апреле 1919 года по личной просьбе отправлен на Восточный фронт. Служил в штабе Южной группы. В конце июля был назначен комиссаром 25-й стрелковой дивизии, сменив на этом посту Д. А. Фурманова. 5 сентября погиб вместе с В. И. Чапаевым в схватке с белогвардейцами в районе Лбищенска Уральской области (ныне село Чапаев Акжаикского района Западно-Казахстанской области Республики Казахстан).

## Память
Именем П. С. Батурина названы улицы в Оренбурге, Иванове, Владимире, Уральске, Красноярске. Имя Батурина носит химический комбинат в Иванове, возле химкомбината установлен памятник. В советское время в Уральской области Казахской ССР существовал совхоз имени П. С. Батурина.

## Киновоплощения
- Юрий Маслак (Временщик, 2014)

## Источник
- Революционеры текстильного края / Науч. ред.-сост. В. П. Терентьев. — Ярославль: Верхе-Волжское кн. изд., 1980. — С. 30—32.